# MS Schwabenland (1925)
El Schwabenland fue un barco nodriza de hidrocanoas provisto de catapulta para aeronaves propiedad de la aerolínea Deutsche Luft Hansa AG. Participó en la Expedición Antártica Alemana de 1938-1939.

## Características
El Schwabenland en un principio, era un carguero de la naviera Deutsche Dampfschiffahrts-Gesellschaft Hansa de 8500 TRB, botado en 1925 con el nombre de Schwarzenfeld; fue el primer buque de carga equipado con un girocompás. Vendido el 28 de febrero de 1934 a Deutsche Luft Hansa fue convertido por los astilleros AG Weser en barco nodriza para hidrocanoas; aunque fue propiedad de Luft Hansa, hasta 1936, la motonave siguió siendo administrada y provista de tripulaciones por la línea DDG Hansa; posteriormente, Norddeutsche Lloyd (NDL) de Bremen se hizo cargo de ello. Se le instaló una catapulta para aviones Heinkel K-7 en la popa, junto con una grúa para alzado de aeronaves. La K-7 podría acelerar una aeronave de 15 t a 151 km/h.
Una vez completada la conversión, el barco se puso en servicio el 25 de julio de 1934. 
Las dos hélices gemelas impulsadas por motores diésel del Schwabenland le daban una velocidad de 12 nudos.

## Correo aéreo de Luft Hansa
Luft Hansa estableció un servicio de correo aéreo con los Estados Unidos usando hidroaviones lanzados desde barcos provistos de catapulta. El Schwabenland fue el segundo de aquellos barcos. Los aviones volaban con una carga de 500 kg sobre unos 5000 km llevando en cada vuelo unas 100 000 cartas.
Dos hidroaviones Dornier Do 18 de Luft Hansa, llamados Zephir y Aeolus fueron utilizados para vuelos postales desde las Azores a los Estados Unidos y de Fernando de Noronha a Natal.

## Tercera Expedición antártica alemana
En 1938, el barco fue fletado para llevar a cabo la  Expedición Antártica Alemana de 1938-1939. Para ello, se realizaron amplias modificaciones; el casco fue reforzado para aguantar el hielo y se instaló un motor auxiliar adicional diésel. El objetivo principal de la expedición era encontrar una base para la flota ballenera de Alemania. El barco zarpó en secreto de Hamburgo el 17 de diciembre de 1938, llevando una tripulación de 82 hombres y dos hidroaviones Dornier Wal bautizados Boreas y Passat; desde ellos se realizaron miles de fotografías aéreas de la Antártida, cuyo análisis duró hasta la década de 1950. Contactó con la flota ballenera alemana de la Isla Bouvet, que se encontraba anclada cerca del borde de la placa de hielo a 69° 14' S, 4° 30' O. Una gran área fue nombrada Neuschwabenland. Una vez la expedición hubo completado su trabajo, el Schwabenland zarpó hacia el norte el 6 de febrero de 1939, llegando de nuevo a Alemania el 11 de abril. Se da el caso que los primeros pingüinos emperadores fueron traídos a Alemania a partir de este viaje, que posteriormente fueron exhibidos en el zoológico de Berlín.

## Segunda Guerra Mundial
En octubre de 1939 el Schwabenland pasó a ser operado por la Luftwaffe para asistir hidrocanoas Blohm & Voss BV 138 . Después de la caída de Francia fue destinado frente a la costa de la Francia ocupada, con base en los puertos de Le Havre y Boulogne. En agosto de 1942 fue transferido a Tromsø, en Noruega.
El barco fue dañado y obligado a varar por el submarino británico HMS Terrapin en 1944, que estaba atacando un convoy frente a Flekkefjord , Noruega. El Schwabenland quedó varado en Sildeneset en el puerto de Abelnes, y más tarde reflotado. Cuando terminó la guerra, la nave fue tomada por los británicos, y el 31 de diciembre de 1946 fue cargada con municiones de gas venenoso, y hundido en el Skagerrak .